# Norte (película)
Norte es una película peruana de 2019, dirigida por Fabrizio Aguilar y protagonizada por Gianfranco Brero y Rómulo Assereto.

## Sinopsis
Cuenta la historia de Alejo, un joven arqueólogo peruano que regresa a Canadá para reencontrarse con su familia migrante después de muchos años de ausencia. Algo ocurrió en el pasado que ha marcado la distancia y frialdad que existe entre él y su padre. Mientras la angustia lo consume, Alejo se cuestionará si la vida que tiene es la que siempre deseó, al punto de llevarlo a perder su propia realidad.

## Producción
La película fue rodada en 2017, en Canadá, durante los meses invernales de enero y febrero. Fue estrenada el 5 de septiembre de 2019, y dos semanas después fue retirada de la cartelera debido a discrepancias con los exhibidores.
En marzo de 2020, durante la pandemia de COVID-19 en Perú, el director compartió Norte de forma gratuita, junto a otras tres de sus producciones, por medio de la plataforma de streaming Vimeo.